# Tindersticks (album 1993)
Tindersticks è il primo album in studio del gruppo musicale britannico Tindersticks, pubblicato nel 1993.

## Tracce
1. Nectar – 2:40
2. Tyed – 4:11
3. Pt 1 – 0:41
4. Whiskey & Water – 5:51
5. Blood – 4:52
6. City Sickness – 4:00
7. Patchwork – 4:40
8. Marbles – 4:30
9. The Walt Blues – 1:08
10. Milky Teeth – 2:52
11. Sweet Sweet Man Pt 2 – 1:05
12. Jism – 6:03
13. Piano Song – 2:40
14. Tie-Dye – 4:00
15. Raindrops – 6:15
16. Pt 3 – 1:44
17. Her – 3:29
18. Tea Stain – 2:07
19. Drunk Tank – 4:44
20. Paco de Renaldo's Dream – 4:22
21. The Not Knowing – 4:58